# 2013년 보스턴 마라톤
2013년 보스턴 마라톤은 2013년 4월 13일 미국 매사추세츠주 보스턴에서 개최되었으며, 117회에 해당한다. 렐리사 데시사가 2:10:22 기록으로 남자 부문을, 리타 젭투가 2:26:25 기록으로 여자 부문을 우승하였다. 우승자에게 각각 80만 달러 이상의 상금이 수여되었다.
결승전 라인에서 두 차례의 폭탄 테러가 발생하여 3명이 사망하고 264명이 부상을 당하는 사건이 발생하였으며, 경기는 중단되었다.